# The Butts Band
The Butts Band was een muziekgroep die opgericht werd in 1973 in Engeland.
Aanleiding voor oprichting van de band was de beslissing van Ray Manzarek, Robby Krieger en John Densmore om hun band The Doors op te heffen. Op zoek naar een nieuwe zanger om de in 1971 overleden Jim Morrison op te volgen, deden de overige drie leden Engeland aan. In die tijd echter, begon het besef definitief tot hen door te dringen dat de muzikale chemie die er in de groep bestaan had, verdwenen was met de dood van Morrison.
Toen de vrouw van Manzarek, Dorothy, zwanger bleek te zijn besloot het paar terug te keren naar de Verenigde Staten. The Doors hield daarmee op te bestaan.
Densmore en Krieger bleven in Engeland en richtten daar The Butts Band op. Er verscheen een lp maar die was niet succesvol. Voor een tweede album werd de bezetting rigoureus omgegooid, maar dat mocht niet baten. Omdat The Butts Band bestond uit Britse en Amerikaanse leden ontstonden er praktische problemen en heimwee. Wegens het verder uitblijven van succes werd ook deze groep opgeheven.

## Bezetting
Alle musici die aan The Butts Band hebben bijgedragen zijn:
- John Densmore (drums)
- Robby Krieger (gitaar)
- Jess Roden (gitaar en zang)
- Phillip Chen (basgitaar)
- Roy Davies (toetsen)
- Michael Stull (gitaar, piano en zang)
- Alex Richman (toetsen)
- Karl 'Slick' Rucker (basgitaar)
- Mike Berkowitz (percussie).

## Discografie
- 1973: Butts Band
- 1975: Hear and Now

In 1996 verscheen The Butts Band The Complete Recordings op CD.